# جوزيف فرح
جوزيف فرح (بالإنجليزية: Joseph Farah) (ولد 6 يونيو 1954)
، أمريكي من أصل عربي أب لبناني وأم سورية، من المحافظين المتطرفين ومشهور بمعادته العلنية للعرب والمسلمين والدعوة للقضاء عليهم وبمساندته المطلقة لدولة إسرائيل.

## عنه
جوزيف هو مؤسس موقع «ورلد نيت دايلي» (بالإنجليزية: WorldNetDaily.com) اليميني المتطرف ومديره التنفيذي. يكتب أسبوعياً في صحيفة الجيروسالم بوست الإسرائيلية الصادرة في القدس ويساهم أيضا بمقالات لالوول ستريت جورنال، ناشينال ريفيو، تي في غايد، ريزون، لوس أنجلوس تايمز، ذي بوسطن غلوب، ذي سان فرانسيسكو كرونيكلز، الشيكاغو صن تايمز، والعديد من المؤسسات الصحفية الأمريكية والعالمية. كما أنه مقدم برنامج إذاعي من ثلاث ساعات يبث في عطلة نهاية الأسبوع.

## مواقفه
المتصلون ببرنامج فرح الاذاعي من المستمعين هم أكثر حرصاً على بث السم من مقدم البرنامج، حيث تجدهم يقترحون دوماً قصف مكة وكل العواصم العربية بالسلاح النووي أو يبدون تأييدهم لممارسة التعذيب. أحدهم يطالب بتقطيع أصابع المشتبه بأنهم إرهابيون إصبعاً بعد الآخر حتى يعترفوا. قال جوزيف فرح بأن الممارسات في أبو غريب إنما هي أشياء شائعة في حفلات التعارف في الجامعات الأمريكية. وفي حالة أحد المتهمين الرئيسيين في فضائح أبو غريب، وهي ليندي إنغلاند، فقد أكد لها أن مافعلته إنما كان نوع الحياة الاجتماعية الذي طالما كانت تتلذذ به.
كان موقع "وورلد نت دايلي" الذي أسسه جوزيف فرح، سبق أن دعا إلى "تدمير مكة وصهر الحجر الأسود كرد على أي تهديد ضد الولايات المتحدة أو أي تهديد لمهاجمة العالم الحر"." وفي سياق هذه الدعوة، قال الموقع: إنه ينبغي "نشر إعلان يمنح المسلمين مهلة قبل إخلائهم مدينتهم المقدسة، ولن نقتل مدنييهم الأبرياء، ولكن سنمحو مدينتهم المقدسة مثلما فعلوا لتمثال بوذا في أفغانستان". والموقع معروف بتعاطفه مع إسرائيل، ودعا قبل عامين إلى قتل مائة من المدنيين الفلسطينيين مقابل كل مدني إسرائيلي، وقتل ألف رجل فلسطيني مقابل كل طفل إسرائيلي.
ولم يتورع جوزيف فرح، عن تشويه صورة الإسلام والنبي محمد حين كرر على موقعه في الإنترنت بعضاً من الاتهامات للرسول بأنه قد انتهك صلح الحديبية. ويستخدم الإسرائيليون هذا الاتهام في العادة لتصوير الفلسطينيين خاصة والمسلمين عامة على انهم اناس لا يمكن الوثوق بهم.
ومما قاله جوزيف فرح على موقع «ورلد نت ديلي» في 23 مايو 2002: «ربما لم تسمع ابداً عن الحديبية، ولكن إذا كنت عاجزاً عن فهم إشارة عرفات لها فلن تستطيع ان تفهم القاعدة الإسلامية التي يستخدمها في خطابه المزدوج».
وأضاف زاعماً في حملته على الرسول والإسلام قائلاً: "ان الحديبية هي واحة صغيرة بين مكة والمدينة حيث قاتل محمد أحد معارك سنوات الإسلام الأولى، وعندما كان يحارب في معركة خاسرة، وقع محمد معاهدة سلام إستراتيجية لمدة عشر سنوات مع قبيلة قريش التي كانت تسكن مكة. وبعد عامين، عندما كانت قوات محمد أقوى وكان المكيون يعيشون في أمن ولا ينتظرون خديعة، زحف جيش محمد إلى مكة وسيطر عليها.
وختم جوزيف فرح ادعاءاته بالقول: ان هناك قاعدة في الإسلام تسمى "التقية" أي حق المسلمين في أن يتظاهروا بالسلام عندما يكونوا ضعفاء بهدف ان يهزموا عدوهم حينما يكونوا اقوياء".
وفي مقال لجوزيف فرح تحت عنوان «أساطير من الشرق الأوسط» بداه بالتاكيد على اصله العربي وعلى أنه عاش في الشرق الأوسط لمدة معينة ويعرف معنى معانات الإسرائيليين تحت الحجارة والصواريخ ونفى فيه وجود أماكن مقدسة للمسلمين في القدس واكد ان الرسول لم يقم بزيارة القدس ونفى فيه ان للشعب الفلسطيني دولة أو لغة أو حضارة معروفة وبالتالي فليس لهم الحق في فلسطين. وتم تناقل هذا المقال بشكل واسع في وسائل الاعلام والبرامج التلفزيونية الأمريكية والغربية والإسرائيلية.
تصريحات فرح العنصرية والمعادية للعرب أكثر من أن تحصى، مثلاً نشر موقع لـ «الشباب الصهيونيين» (Betar) في إنجلترا بتاريخ 24/10/2003 مقالاً لفرح تحت عنوان «ادينوا عداء السامية» يقول فيه: «العالم الإسلامي المتطرف يفهم فقط لغة القوة والعظمة ولا يحترم الضعف».

## مؤلفاته
- جوزيف فرح، أمريكا إلى الوراء. (WND Books, 2003)
- جوزيف فرح، راش وليمباوغ، لقد قلت لكم، (Pocket Press, 1994).
- جوزيف فرح، كيف يتلاعب الإسلام بالصحافة، وحوش محمد، تحرر ديفيد بوكاي
- جوزيف فرح، أوقفوا الصحافة، (WND Books, 2007)

## وصلات خارجية
موقع وورلد نت دايلي رسمي
موقع جوزيف فرح نسخة محفوظة 3 يوليو 2009 على موقع واي باك مشين. شخصي